# 珠海十景

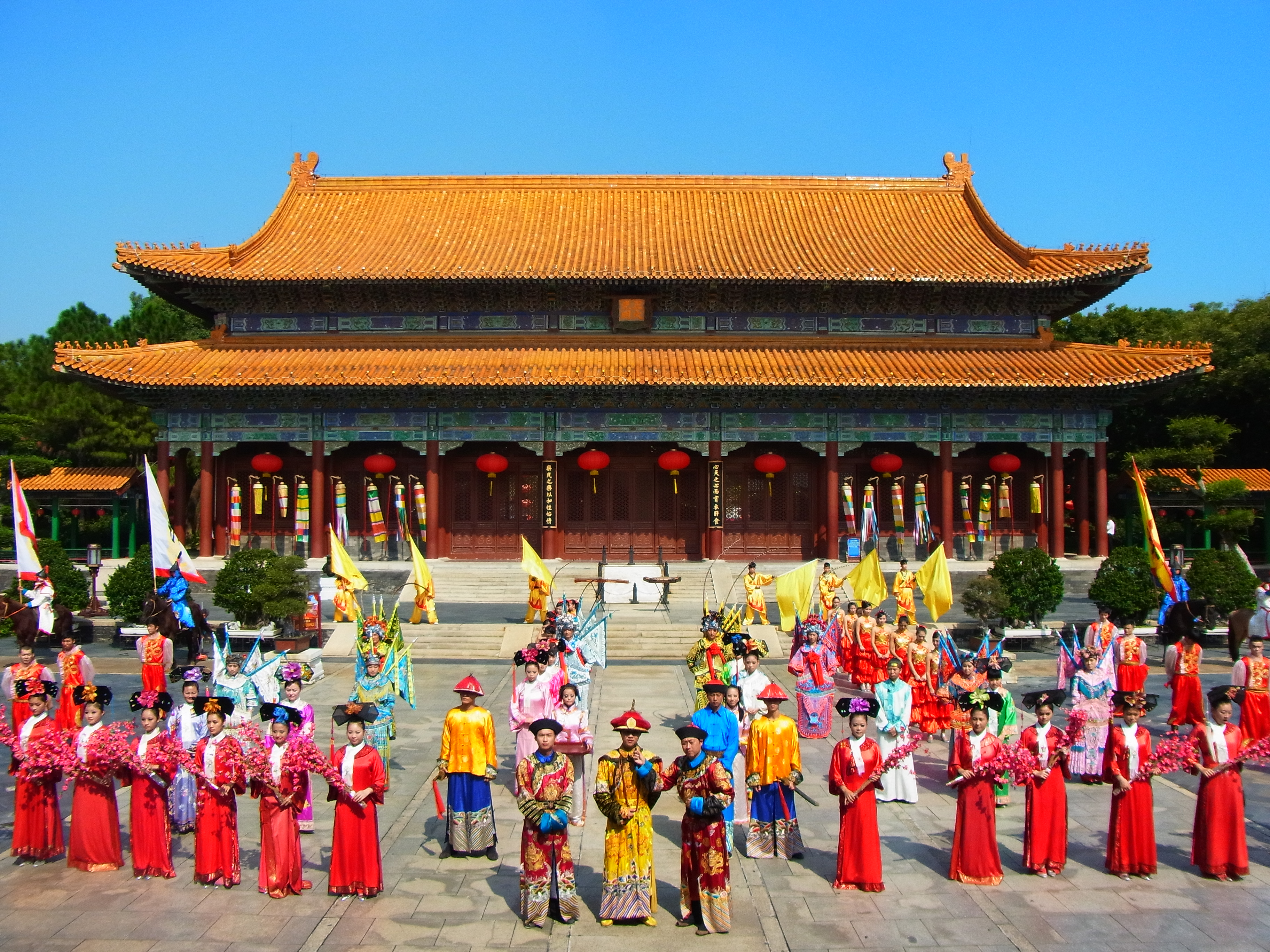
圆明新园

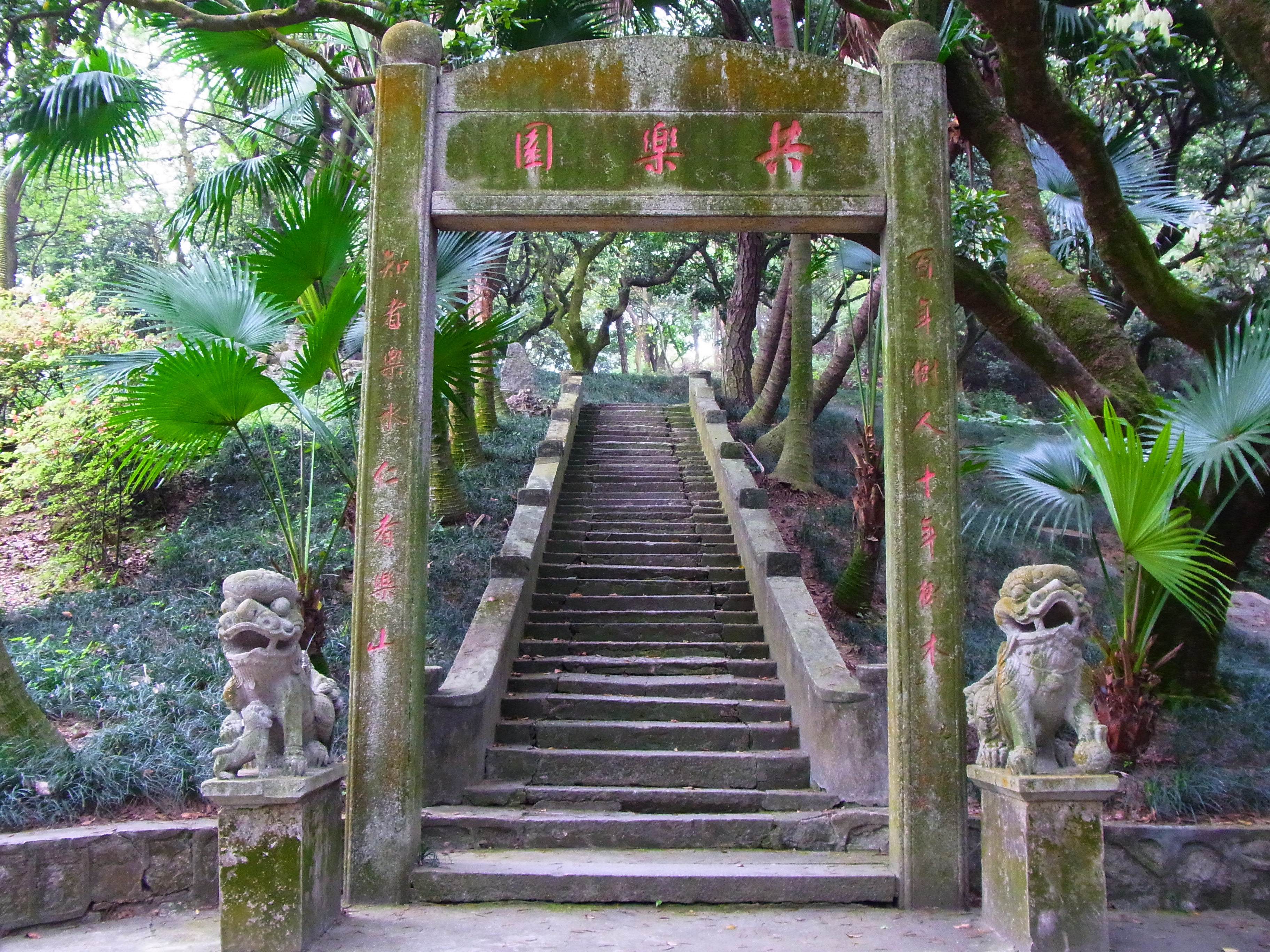
唐家共乐园

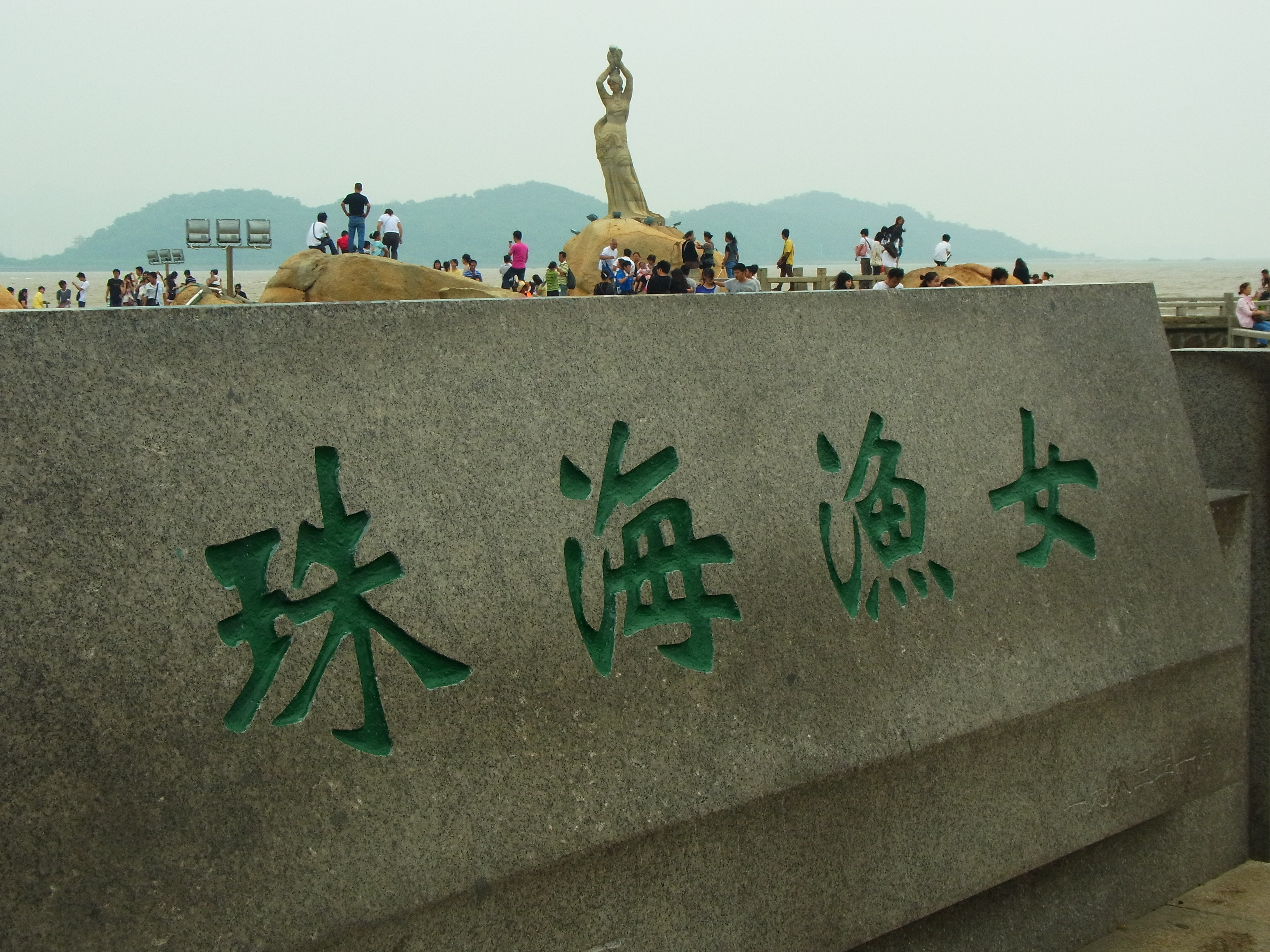
珠海渔女

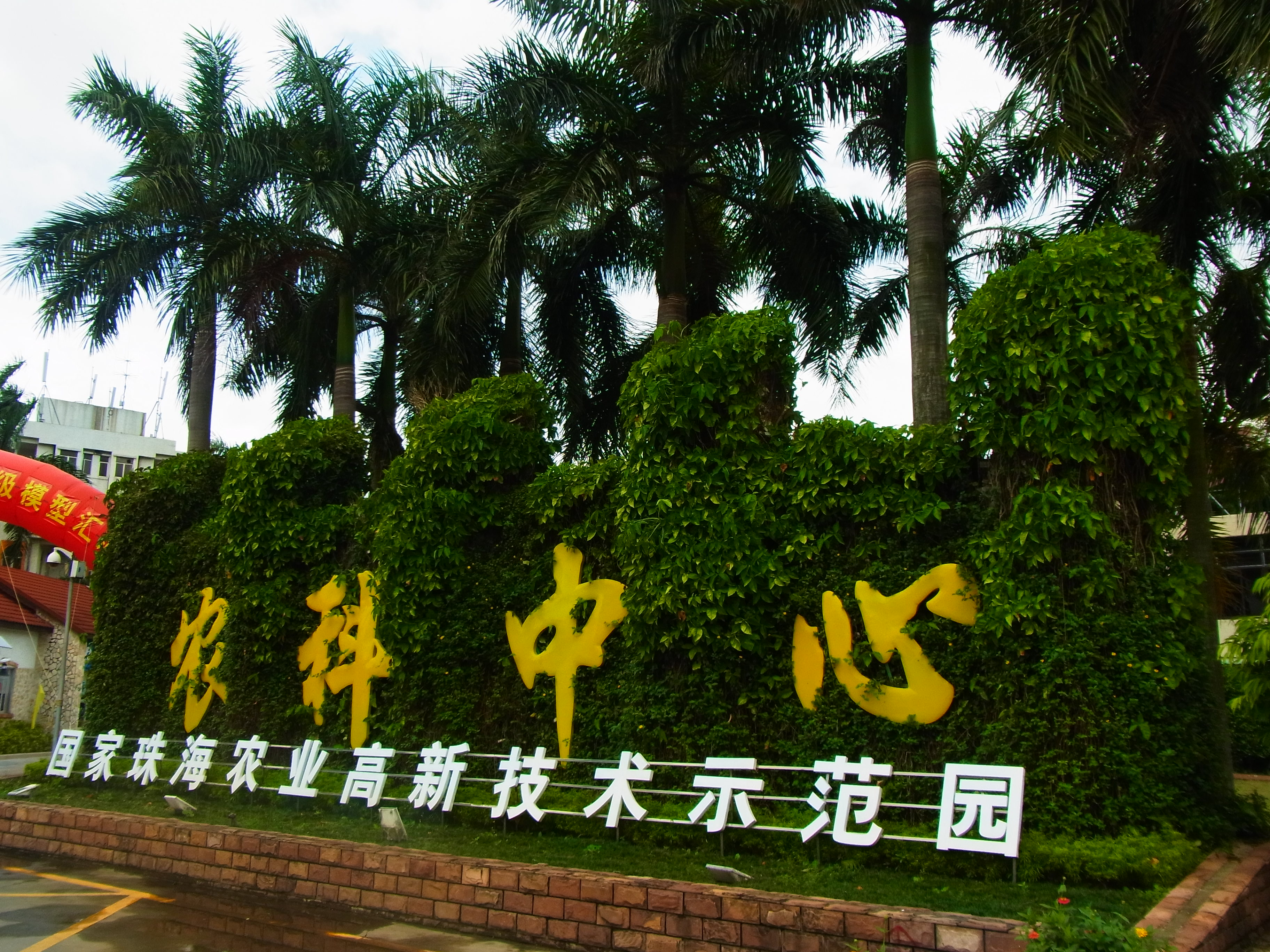
珠海农科中心

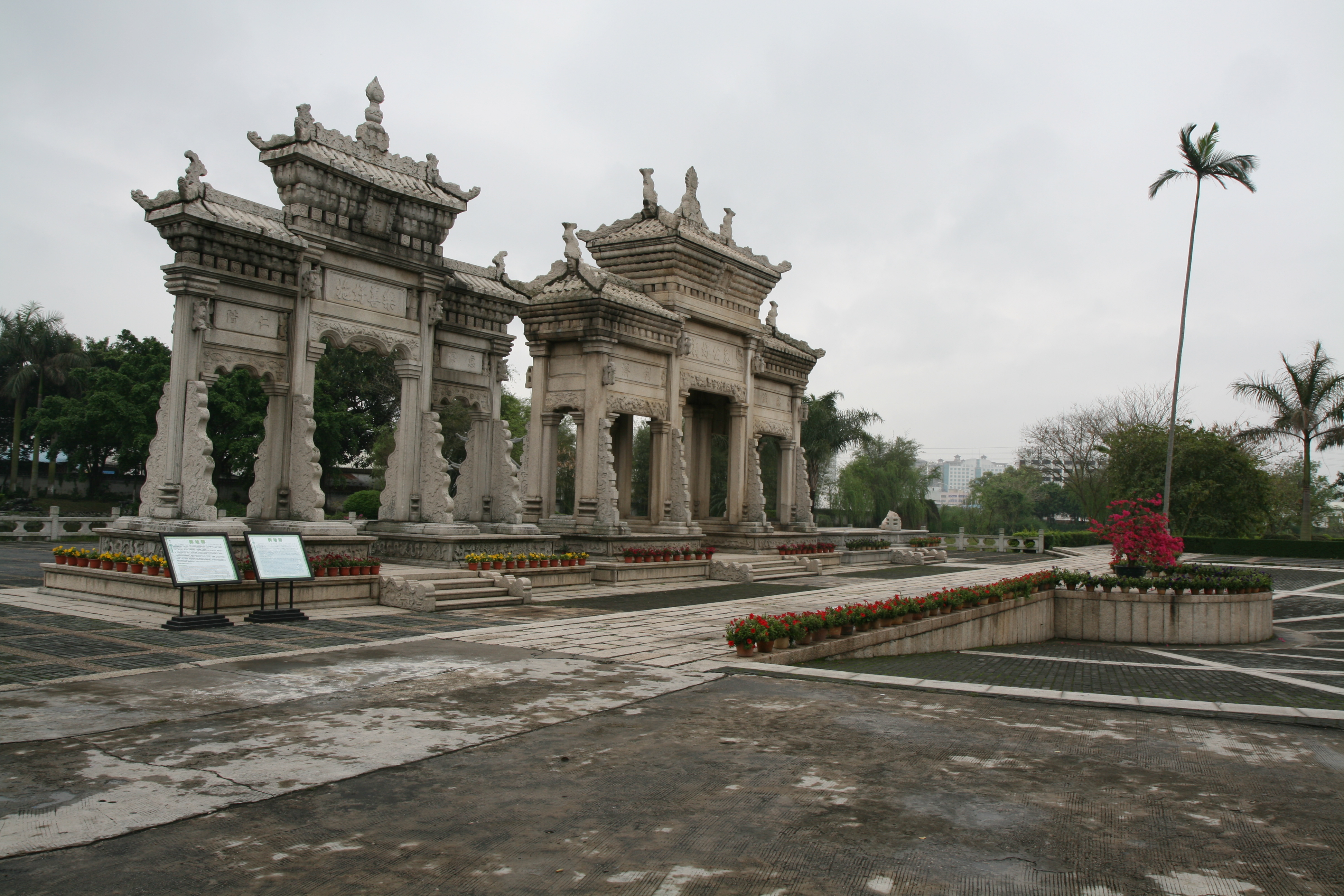
梅溪牌坊

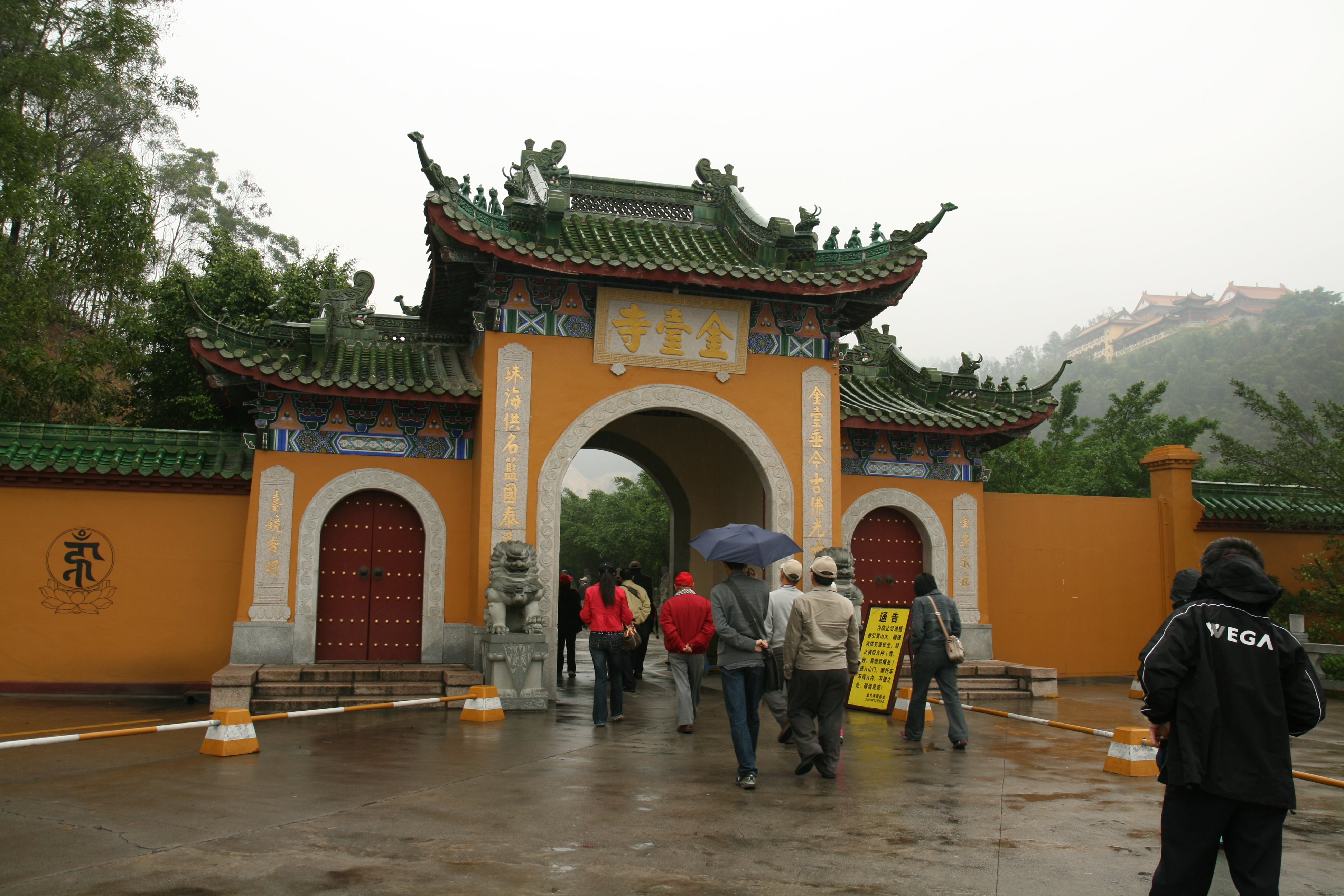
金臺寺入口，照片右上方為寺廟主體

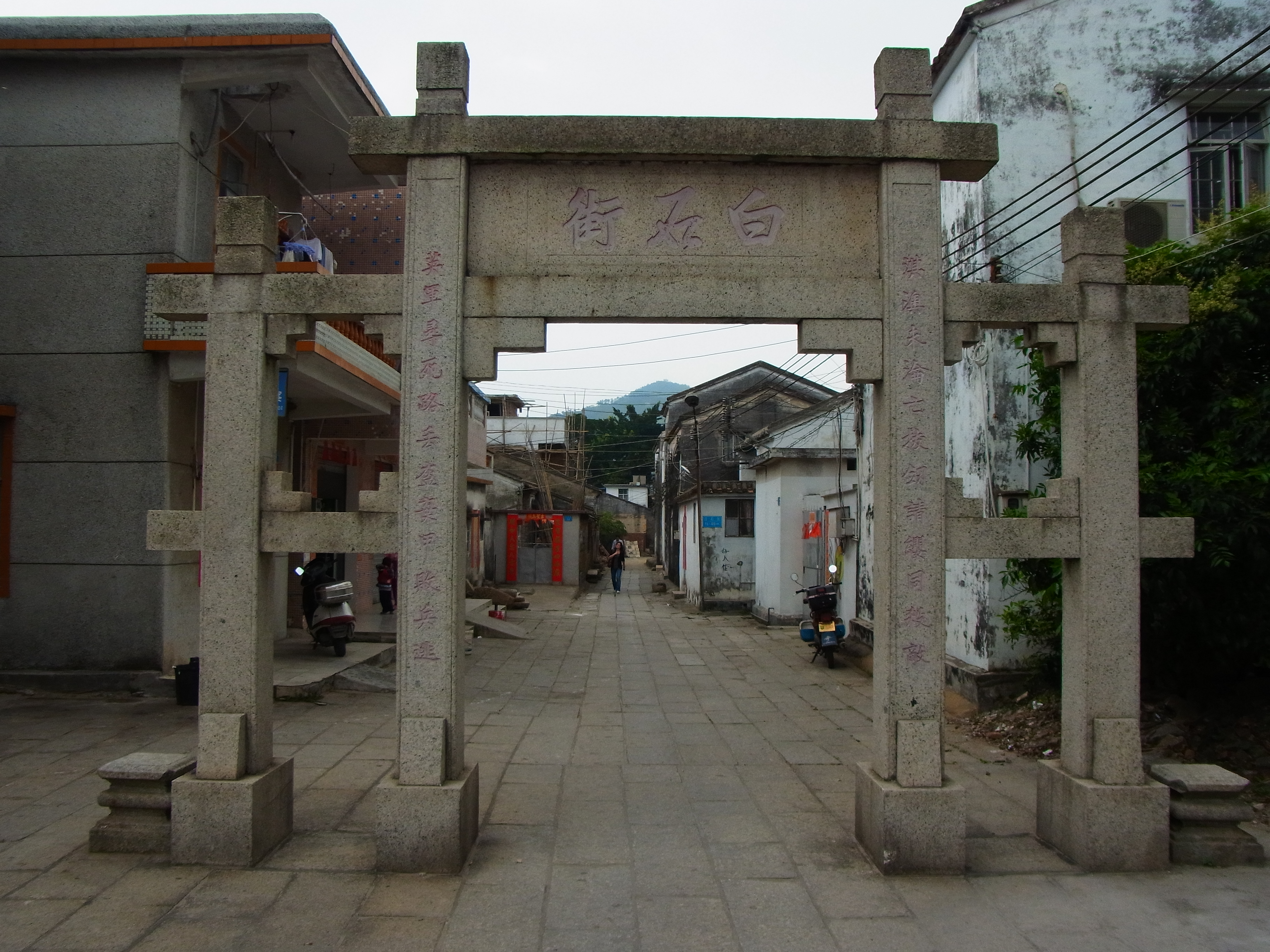
白石街

珠海十景是位於中國珠海市的旅遊景點，于2001年由珠海市民评选出來。

## 珠海十景

### 圆明新园
- 圆明新园：1比1仿照北京清朝圆明园的主要景观。

### 丽岛银滩
- 东澳岛：全岛完整地保留着原始的自然生态环境。

### 鹅岭共乐
- 唐家共乐园：始建于清朝宣统元年，原是唐绍仪的私人花园。

### 渔女香湾
- 珠海渔女：中国第一座大型海边雕像。
- 香炉湾：是一个半月形的海湾。
- 石景山景区：以千奇百怪的石景而闻名。

### 梅溪寻芳
- 梅溪牌坊：是光绪皇帝御赐首任清政府驻檀香山总领事陈芳的古建筑物。

### 农艺观奇
- 农科中心：是广东省著名的生态旅游景区。

### 飞沙叠浪
- 飞沙滩：有被誉为“广东第一画”的摩崖石刻和近500年历史的古妈祖庙。

### 狮山浩气
- 珠海烈士陵园：為香洲烈士陵墓。

### 黄杨金台
- 黄杨山景区：黄杨山有“珠江门户第一峰”之称。
- 金台寺：建於清朝乾隆壬辰年（公元1772年）的古老寺廟。

### 淇澳访古
- 白石街：於1833年淇澳岛居民成功抵抗击英国入侵後，用英国所赔偿的白银铺筑而成街道。
- 沙丘遗址：是珠江三角洲最完整的新石器时代末期渔猎文化遗址。

## 参看
- 珠海

## 资料来源
1. ↑  .   [2009-07-27]. （原始内容存档于2005-05-25）.